# Aedes apicoannulatus
Aedes apicoannulatus är en tvåvingeart som beskrevs av Edwards 1912. Aedes apicoannulatus ingår i släktet Aedes och familjen stickmyggor. Inga underarter finns listade i Catalogue of Life.